# Mićun Jovanić
Mićun Jovanić, né le 29 juillet 1952 à Split, et décédé le 26 juillet 2010 à Kaštel Gomilica, est un ancien joueur et entraîneur de football yougoslave/croate, qui évoluait comme défenseur central. Il est surtout connu pour les douze saisons qu'il passe au Hajduk Split, à l'époque où le club domine le football yougoslave, avec quatre titres de champion et cinq Coupes de Yougoslavie remportés. Il joue ensuite à Anderlecht, Solin et Béziers, avant de mettre un terme à sa carrière en 1985. Il entraîne ensuite quelques équipes croates pendant de courtes périodes. Jovanić décède d'un cancer du pancréas alors qu'il allait avoir 58 ans.

## Carrière
Mićun Jovanić joue dans les équipes de jeunes du NK Kaštel Gomilica, club de sa ville natale, avant de rejoindre le Hajduk Split en 1969, alors qu'il a à peine 17 ans. Deux ans plus tard, il remporte son premier titre de champion de Yougoslavie. Il est alors un joueur de base dans l'axe de la défense du Hajduk Split, qui va dominer le football yougoslave pendant 10 ans. Avec le club croate, il remporte trois autres titres de champion, ainsi que cinq Coupes de Yougoslavie, réalisant notamment le double en 1974. Il est un des trois joueurs les plus titrés de l'Histoire du club, avec Dražen Mužinić et Luka Peruzović. Malgré ses bonnes prestations en championnat, il n'est jamais appelé en équipe nationale, contrairement à nombre de ses coéquipiers.
En 1981, après 210 matches de championnat joués en 12 saisons, Mićun Jovanić quitte le club et part tenter sa chance à l'étranger. Il rejoint le club belge d'Anderlecht, où il retrouve son ancien coéquipier Luka Peruzović, parti un an plus tôt. Il ne parvient pas à s'imposer dans la capitale belge, et retourne en Yougoslavie en fin de saison. Il signe au NK Solin, un club de deuxième division. Après un an, il repart pour l'étranger, cette fois vers la France. Il s'engage à l'AS Béziers, alors en Ligue 2. Il y joue deux saisons, échappant chaque fois de peu à la relégation, puis décide de mettre un terme à sa carrière en juin 1985.
Une fois sa carrière terminée, Mićun Jovanić retourne s'installer dans les environs de Split. En 1991, il entraîne le RNK Split pendant quelques mois. Il dirige ensuite le HNK Segesta pendant la saison 2000-2001, ainsi que quelques mois en 2006. En 2008, il dirige le GOŠK AC, qui sera son dernier club.
Au début du mois de juillet 2010, la presse croate annonce que Jovanić souffre d'un cancer du pancréas, et lance une campagne de récolte de fonds pour lui permettre de se faire opérer à l'étranger. Malgré les 20 000 € récoltés en quelques jours, il décède dans la nuit du 25 au 26 juillet 2010, trois jours avant son 58e anniversaire, dans sa maison de Kaštel Gomilica.

### Palmarès
- 4 fois champion de Yougoslavie, en 1971, 1974, 1975, 1979 avec le Hajduk Split.
- 5 fois vainqueur de la Coupe de Yougoslavie en 1972, 1973, 1974, 1976, 1977 avec le Hajduk Split.